# Bondarzewiaceae
Bondarzewiaceae is een botanische naam, voor een familie van schimmels. De typesoort voor zowel het geslacht als de familie als geheel, Bondarzewia montana, lijkt sterk op leden van Polyporales (en werd daar vroeger geplaatst), maar heeft geornamenteerde sporen zoals die van Lactarius of Russula. Dit kenmerk suggereerde de relatie tussen fysiek ongelijksoortige soorten die uiteindelijk leidden tot de herstructurering van Russulales (en andere taxa) met behulp van moleculaire fylogenie.

## Geslachten
De familie bestaat volgens Index Fungorum uit de volgende negen geslachten:
- Amylaria
- Amylosporus
- Bondarzewia
- Gloiodon
- Heterobasidion
- Laurilia
- Lauriliella
- Spiniger
- Stecchericium
- Wrightoporia